# بیژن مصور رحمانی
بیژن مصور رحمانی (زاده ۱۹۴۹) کارآفرین، کارشناس نفتی، نویسنده، نیکوکار، بازرگان و مدیر ارشد اجرایی ایرانی-آمریکایی است، که در حال حاضر به‌عنوان مدیر عامل شرکت نفت رأس الخیمه و رئیس هیئت مدیره شرکت نروژی دی‌ان‌او اینترنشنال فعالیت می‌نماید.